# Guide de la petite vengeance
Pour plus de détails, voir Fiche technique et Distribution.
Guide de la petite vengeance est un film québécois réalisé par Jean-François Pouliot, écrit par Ken Scott sorti en salle, au Québec, en novembre 2006.

## Synopsis
Bernard, un comptable en instance de divorce et au bord du « burnout », travaille dans la bijouterie de luxe Vendôme, aux prises avec un patron tyrannique. Il décide de faire équipe avec l'ancien comptable, Robert, victime lui aussi, pour se venger de ce patron manipulateur et détestable.

## Fiche technique
- Titre original : Guide de la petite vengeance
- Réalisation : Jean-François Pouliot
- Scénario : Ken Scott
- Musique : Benoît Charest
- Direction artistique : Normand Sarrazin
- Costumes : Louise Gagné
- Coiffure : Denis Parent
- Maquillage : Marie-Angèle Breitner
- Photographie : Allen Smith
- Son : Gilles Corbeil, Marcel Pothier, François Senneville, Stéphane Bergeron, Gavin Fernandes
- Montage : Dominique Fortin
- Production : Roger Frappier, Luc Vandal
- Société de production : Max Films
- Société de distribution : TVA Films
- Budget : 8 millions de dollars (CAD)[2],[3]
- Pays d'origine : Québec (Canada)
- Langue originale : français
- Format : couleur, 35mm, format d'image 2.35 : 1
- Genre : comédie dramatique
- Durée : 105 minutes
- Dates de sortie :
  - Canada : 2 novembre 2006 (première - Festival du cinéma international en Abitibi-Témiscamingue)
  - Canada : 17 novembre 2006  (sortie en salle au Québec)
  - Canada : avril 2007  (DVD)

## Distribution
Principaux
- Marc Béland : Bernard (comptable)
- Michel Muller : Robert (ancien comptable)
- Gabriel Gascon : Vendôme
- Pascale Bussières : Sandrine
- Alice Morel-Michaud : Lili

Secondaires
- Vincent-Guillaume Otis : étudiant manifestant
- Markita Boies : secrétaire de Vendôme
- Marie-Christine Adam : Damaris Vendôme
- Vincent Leclerc : avocat de Damaris
- Janine Sutto : cliente de la bijouterie
- Pascal Petardi : Frédérico
- Sylvain Carrier : Nicolas
- Marco Ledezma : Henri
- Patrick Baby : vérificateur
- Joseph Bellerose : détective
- Garry S. Mailloux : garde de sécurité
- Terry Haig : avocat 1
- Andrew Simms : avocat 2
- Alexandre Cadieux : avocat 3

## Récompenses et nominations

### Récompenses
- 2006 : Grand Prix Hydro-Québec au Festival du cinéma international en Abitibi-Témiscamingue, ex aequo avec Avril de Gérald Hustache-Mathieu[4]

### Nominations
- Prix Génie 2007
  - meilleur film : Roger Frappier et Luc Vandal
  - meilleur réalisateur : Jean-François Pouliot
  - meilleur acteur dans un second rôle : Michel Muller
  - meilleur scénario : Ken Scott